# Geranium frigidurbis
Geranium frigidurbis là một loài thực vật có hoa trong họ Mỏ hạc. Loài này được Moerman mô tả khoa học đầu tiên năm 1978.